# 柴山矢八
柴山 矢八（しばやま やはち、嘉永3年7月13日（1850年8月20日） - 大正13年（1924年）1月27日）は、幕末から明治期の海軍軍人、華族。最終階級は海軍大将。男爵。鹿児島県出身。

## 経歴
薩摩藩士・柴山良庵（藩医）の三男。東郷平八郎は従兄。薩英戦争時は幼かったため従軍していない。
明治政府には開拓使の一員として仕官し、明治5年（1872年）より2年間アメリカに留学。帰国後に海軍へ出仕し、中尉に任じられた。最初の1年間は武庫司に勤務し、水雷製造掛となった。魚雷・機雷製造現場で働き、研究開発を推進した。さらに明治12年（1879年）9月15日に水雷練習所長、明治16年（1883年）2月6日には水雷局長に任じられており、水雷の父として賞賛される。
以後も研究・事務を中心に勤務しており、艦隊勤務は少ない。西南戦争が初陣で砲兵大隊に属した。明治9年（1876年）に「浅間」乗組員として1年勤めた後は、再び事務に戻っている。したがって艦長を務めたのも「筑波」・「海門」・「高千穂」の3隻に過ぎない。
明治19年（1886年）2月24日に参謀本部第2局長に就任、この年に西郷従道の随員として欧米各国を視察し、帰国後明治20年（1887年）10月8日に艦政局次長となり、軍令・軍政の要職を歴任する。しかしこの頃から、同郷の後輩である山本権兵衛が頭角を現し始め、山本ら革新派と柴山ら保守派の派閥争いが水面下で始まっている。「権兵衛が種まきゃ矢八がほじくる」と戯れ歌まで生まれた。ただし、後年シーメンス事件が発覚した時、犬養毅から「山本も収賄しているのか」ときかれると憤然として「権兵衛は我輩の最も嫌う奴だが、そのような馬鹿なことは断じてない」と否定したという。
しかし長らく事務方のエキスパートとして実績を積み重ねてきた柴山の事務能力に対する評価は高かった。明治27年（1894年）7月13日、日清戦争開戦にあたって、警備を担当する西海艦隊司令長官に佐世保鎮守府司令長官だった相浦紀道少将を任じた際、まだ大佐だった柴山が後任の佐世保鎮守府司令長官に任じられた。鎮守府長官は少将以上でなければ任命できない顕職だったが、柴山は海軍史上唯一の大佐長官となった。この異例の措置に対応するため、柴山は長官心得の肩書きで就任し、1週間後に少将へ昇進して正式な長官辞令を受けた。
戦後の明治30年（1897年）10月8日に中将へ昇進し、常備艦隊司令長官に任命される。艦隊・水上での実務が極端に少ない事務方でありながら、初めて実戦部隊の頂点に立ったことになる。
常備艦隊の勤務を終え、明治32年（1899年）1月19日海軍大学校長就任、明治33年（1900年）5月20日、呉鎮守府司令長官に任命され、柴山の現役生活は静かに大団円を迎えようとしていた。
しかし、旅順陥落によって日露戦争が一つの山場を越えた明治38年（1905年）1月7日、占領したばかりの旅順を早急に活用するべく旅順口鎮守府を設置することになり、初代長官に抜擢されたのが、他ならぬ事務方のエキスパートだった柴山だった。港内に着底した軍艦の撤去と修理、閉塞のため沈めた商船や双方が敷設した機雷の除去など、鎮守府を開くにあたって多くの困難があったため、裏方の事務処理に長けた柴山が召集されたのである。
この地道な功績の積み重ねが評価され、明治38年（1905年）11月13日大将へ昇進した。一部には「薩摩出身でなければ大将など望むべくもない地味な経歴」と批判する声もある。昇進を手土産に明治40年（1907年）2月14日予備役に編入され、大正4年（1915年）7月13日に後備役となる。大正9年（1920年）7月13日に退役。以後は海軍と関わりを持たず余生を過ごし、死後正二位に序せられた。
多磨霊園(10-1-13-37)に埋葬されたが、父良庵や兄良助ら柴山家累代の墓とは別に個人墓が建てられている。

## 家族
- 父の柴山良庵は薩摩藩藩医。その妻のサノ子は東郷平八郎の叔母[4]。
- 長兄の柴山良助（1834－1868）は寺田屋事件に連座したが許され江戸留守居添役となり、江戸薩摩藩邸の焼討事件の際に幕府側に捕らえられ拳銃自殺[5][4]。
- 次兄は柴山愛次郎
- 妻の琴子は男爵本田親雄の長女[4][6]。
- 二男の柴山昌生は海軍少尉、男爵。岳父に園田実徳。[7]
- 三男の柴山直矢は海軍大尉。潜水試験中に32歳で死去。
- 長女の初枝は陸軍大佐の土方久路（土方久元の弟）の妻
- 高知県出身の彫刻家・土方久功は長女初枝の子で、柴山の孫にあたる。

## 栄典
位階
- 1875年（明治8年）7月7日 - 正七位[8]
- 1892年（明治25年）2月22日 - 正五位[9]
- 1897年（明治30年）8月20日 - 従四位[10]
- 1900年（明治33年）8月20日 - 正四位[11]
- 1903年（明治36年）9月30日 - 従三位[12]
- 1906年（明治39年）10月20日 - 正三位[13]
- 1907年（明治40年）3月20日 - 従二位[14]
- 1924年（大正13年）1月25日 - 正二位[15]

爵位
- 1907年（明治40年）9月21日 - 男爵[16]

勲章等
| 受章年                     | 略綬 | 勲章名                   | 備考 |
| -------------------------- | ---- | ------------------------ | ---- |
| 1885年（明治18年）11月19日 |      | 勲四等旭日小綬章         |      |
| 1889年（明治22年）11月29日 |      | 大日本帝国憲法発布記念章 |      |
| 1893年（明治26年）5月26日  |      | 勲三等瑞宝章             |      |
| 1895年（明治28年）8月20日  |      | 功三級金鵄勲章<          |      |
| 1895年（明治28年）8月20日  |      | 旭日中綬章               |      |
| 1895年（明治28年）11月18日 |      | 明治二十七八年従軍記章   |      |
| 1899年（明治32年）11月10日 |      | 勲二等瑞宝章             |      |
| 1902年（明治35年）5月10日  |      | 明治三十三年従軍記章     |      |
| 1905年（明治38年）5月30日  |      | 勲一等瑞宝章             |      |
| 1906年（明治39年）4月1日   |      | 功二級金鵄勲章           |      |
| 1906年（明治39年）4月1日   |      | 旭日大綬章               |      |
| 1906年（明治39年）4月1日   |      | 明治三十七八年従軍記章   |      |
| 1912年（大正元年）8月1日   |      | 韓国併合記念章           |      |
| 1915年（大正4年）11月10日  |      | 大礼記念章               |      |

外国勲章佩用允許
| 受章年                     | 国籍           | 略綬 | 勲章名                         | 備考 |
| -------------------------- | -------------- | ---- | ------------------------------ | ---- |
| 1887年（明治20年）9月9日   | ロシア帝国     |      | 神聖アンナ第二等勲章           |      |
| 1887年（明治20年）9月9日   | イタリア王国   |      | 王冠勲章コンメンダトーレ       |      |
| 1887年（明治20年）9月9日   | フランス共和国 |      | レジオンドヌール勲章オフィシエ |      |
| 1887年（明治20年）10月10日 | ドイツ帝国     |      | 赤鷲第二等勲章                 |      |